# Campionati del mondo di ciclismo su pista 2018 - Velocità maschile
La gara di velocità maschile ai Campionati del mondo di ciclismo su pista 2018 si è svolta il 2 e il 3 marzo 2018.

## Risultati

### Qualificazioni
I migliori quattro tempi si qualificano per gli ottavi di finale, gli atleti tra il quinto ed il ventottesimo posto si qualificano per i sedicesimi di finale.
| Posizione | Atleta              | Nazione       | Tempo  | Gap    | Note |
| --------- | ------------------- | ------------- | ------ | ------ | ---- |
| 1         | Jeffrey Hoogland    | Paesi Bassi   | 9.674  |        | Q    |
| 2         | Matthew Glaetzer    | Australia     | 9.677  | +0.003 | Q    |
| 3         | Sebastien Vigier    | Francia       | 9.701  | +0.027 | Q    |
| 4         | Harrie Lavreysen    | Paesi Bassi   | 9.709  | +0.035 | Q    |
| 5         | Jack Carlin         | Gran Bretagna | 9.715  | +0.041 | q    |
| 6         | Mateusz Rudyk       | Polonia       | 9.728  | +0.068 | q    |
| 7         | Denis Dmitriev      | Russia        | 9.754  | +0.080 | q    |
| 8         | Ryan Owens          | Gran Bretagna | 9.759  | +0.085 | q    |
| 9         | Melvin Landerneau   | Francia       | 9.787  | +0.113 | q    |
| 10        | Vasilijus Lendel    | Lituania      | 9.788  | +0.114 | q    |
| 11        | Ethan Mitchell      | Nuova Zelanda | 9.805  | +0.131 | q    |
| 12        | Stefan Ritter       | Canada        | 9.828  | +0.154 | q    |
| 13        | Eddie Dawkins       | Nuova Zelanda | 9.843  | +0.169 | q    |
| 14        | Fabián Puerta       | Colombia      | 9.852  | +0.178 | q    |
| 15        | Rayan Helal         | Francia       | 9.878  | +0.204 | q    |
| 16        | Pavel Yakushevskiy  | Russia        | 9.920  | +0.246 | q    |
| 17        | Maximilian Levy     | Germania      | 9.923  | +0.249 | q    |
| 18        | Hugo Barrette       | Canada        | 9.934  | +0.260 | q    |
| 19        | Kazunari Watanabe   | Giappone      | 9.944  | +0.270 | q    |
| 20        | Martin Čechman      | Rep. Ceca     | 9.959  | +0.285 | q    |
| 21        | Yuta Wakimoto       | Giappone      | 9.962  | +0.288 | q    |
| 22        | Damian Zieliński    | Polonia       | 9.968  | +0.294 | q    |
| 23        | Tomoyuki Kawabata   | Giappone      | 9.969  | +0.295 | q    |
| 24        | Sam Webster         | Nuova Zelanda | 10.002 | +0.328 | q    |
| 25        | Im Chae-bin         | Corea del Sud | 10.030 | +0.356 | q    |
| 26        | Eric Engler         | Germania      | 10.056 | +0.382 | q    |
| 27        | Nikita Shurshin     | Russia        | 10.070 | +0.396 | q    |
| 28        | Azizulhasni Awang   | Malaysia      | 10.072 | +0.398 | q    |
| 29        | Andriy Vynokurov    | Ucraina       | 10.103 | +0.429 |      |
| 30        | Juan Peralta Gascon | Spagna        | 10.112 | +0.438 |      |
| 31        | Jair Tjon En Fa     | Suriname      | 10.137 | +0.463 |      |
| 32        | David Sojka         | Rep. Ceca     | 10.203 | +0.529 |      |
| 33        | Svajūnas Jonauskas  | Lituania      | 10.243 | +0.569 |      |
| 34        | Muhammad Sahrom     | Malaysia      | 10.293 | +0.619 |      |
| 35        | Sotirios Bretas     | Grecia        | 10.498 | +0.824 |      |

### Sedicesimi di finale
I vincitori di ogni batteria si qualificano per gli ottavi di finale
| Batteria | Posizione | Atleta             | Nazione       | Gap    | Note |
| -------- | --------- | ------------------ | ------------- | ------ | ---- |
| 1        | 1         | Jack Carlin        | Gran Bretagna |        | Q    |
| 1        | 2         | Azizulhasni Awang  | Malaysia      | +0.052 |      |
| 2        | 1         | Mateusz Rudyk      | Polonia       |        | Q    |
| 2        | 2         | Nikita Shurshin    | Russia        | +0.039 |      |
| 3        | 1         | Denis Dmitriev     | Russia        |        | Q    |
| 3        | 2         | Eric Engler        | Germania      | +0.290 |      |
| 4        | 1         | Ryan Owens         | Gran Bretagna |        | Q    |
| 4        | 2         | Im Chae-bin        | Corea del Sud | +0.071 |      |
| 5        | 1         | Melvin Landerneau  | Francia       |        | Q    |
| 5        | 2         | Sam Webster        | Nuova Zelanda | +0.049 |      |
| 6        | 1         | Vasilijus Lendel   | Lituania      |        | Q    |
| 6        | 2         | Tomoyuki Kawabata  | Giappone      | +0.131 |      |
| 7        | 1         | Ethan Mitchell     | Nuova Zelanda |        | Q    |
| 7        | 2         | Damian Zieliński   | Polonia       | +0.057 |      |
| 8        | 1         | Yuta Wakimoto      | Giappone      |        | Q    |
| 8        | 2         | Stefan Ritter      | Canada        | +0.083 |      |
| 9        | 1         | Eddie Dawkins      | Nuova Zelanda |        | Q    |
| 9        | 2         | Martin Čechman     | Rep. Ceca     | +0.037 |      |
| 10       | 1         | Kazunari Watanabe  | Giappone      |        | Q    |
| 10       | 2         | Fabián Puerta      | Colombia      | REL    |      |
| 11       | 1         | Rayan Helal        | Francia       |        | Q    |
| 11       | 2         | Hugo Barrette      | Canada        | +0.299 |      |
| 12       | 1         | Maximilian Levy    | Germania      |        | Q    |
| 12       | 2         | Pavel Yakushevskiy | Russia        | +0.055 |      |

### Ottavi di finale
I vincitori di ogni batteria si qualificano per i quarti di finale
| Batteria | Posizione | Atleta            | Nazione       | Gap    | Note |
| -------- | --------- | ----------------- | ------------- | ------ | ---- |
| 1        | 1         | Maximilian Levy   | Germania      |        | Q    |
| 1        | 2         | Jeffrey Hoogland  | Paesi Bassi   | +0.019 |      |
| 2        | 1         | Matthew Glaetzer  | Australia     |        | Q    |
| 2        | 2         | Rayan Helal       | Francia       | +0.268 |      |
| 3        | 1         | Sebastien Vigier  | Francia       |        | Q    |
| 3        | 2         | Kazunari Watanabe | Giappone      | +0.146 |      |
| 4        | 1         | Eddie Dawkins     | Nuova Zelanda |        | Q    |
| 4        | 2         | Harrie Lavreysen  | Paesi Bassi   | +0.022 |      |
| 5        | 1         | Jack Carlin       | Gran Bretagna |        | Q    |
| 5        | 2         | Yuta Wakimoto     | Giappone      | +0.052 |      |
| 6        | 1         | Mateusz Rudyk     | Polonia       |        | Q    |
| 6        | 2         | Ethan Mitchell    | Nuova Zelanda | +0.214 |      |
| 7        | 1         | Denis Dmitriev    | Russia        |        | Q    |
| 7        | 2         | Vasilijus Lendel  | Lituania      | +0.297 |      |
| 8        | 1         | Ryan Owens        | Gran Bretagna |        | Q    |
| 8        | 2         | Melvin Landerneau | Francia       | +0.033 |      |

### Quarti di finale
I vincitori di ogni batteria si qualificano per le semifinali
| Batteria | Posizione | Atleta           | Nazione       | Gara 1 | Gara 2 | Gara 3 | Note |
| -------- | --------- | ---------------- | ------------- | ------ | ------ | ------ | ---- |
| 1        | 1         | Maximilian Levy  | Germania      | X      | X      |        | Q    |
| 1        | 2         | Ryan Owens       | Gran Bretagna | +0.059 | +0.133 |        |      |
| 2        | 1         | Matthew Glaetzer | Australia     | X      | X      |        | Q    |
| 2        | 2         | Denis Dmitriev   | Russia        | +0.192 | +0.092 |        |      |
| 3        | 1         | Sebastien Vigier | Francia       | X      | X      |        | Q    |
| 3        | 2         | Mateusz Rudyk    | Polonia       | +0.102 | +0.024 |        |      |
| 4        | 1         | Jack Carlin      | Gran Bretagna | X      | X      |        | Q    |
| 4        | 2         | Eddie Dawkins    | Nuova Zelanda | +0.001 | +0.561 |        |      |

### Semifinali
I vincitori di ogni batteria si qualificano per la finale per l'oro, gli altri si qualificano per la finale per il bronzo
| Batteria | Posizione | Atleta           | Nazione       | Gara 1 | Gara 2 | Gara 3 | Note |
| -------- | --------- | ---------------- | ------------- | ------ | ------ | ------ | ---- |
| 1        | 1         | Jack Carlin      | Gran Bretagna | X      | X      |        | Q    |
| 1        | 2         | Maximilian Levy  | Germania      | +0.053 | +0.118 |        |      |
| 2        | 1         | Matthew Glaetzer | Australia     | X      | X      |        | Q    |
| 2        | 2         | Sebastien Vigier | Francia       | +0.252 | +0.144 |        |      |

### Finali
| Posizione            | Atleta           | Nazione       | Gara 1 | Gara 2 | Gara 3 |
| -------------------- | ---------------- | ------------- | ------ | ------ | ------ |
| Finale per l'oro     |                  |               |        |        |        |
| 1                    | Matthew Glaetzer | Australia     | X      | X      |        |
| 2                    | Jack Carlin      | Gran Bretagna | +0.045 | +0.098 |        |
| Finale per il bronzo |                  |               |        |        |        |
| 3                    | Sebastien Vigier | Francia       | X      | X      |        |
| 4                    | Maximilian Levy  | Germania      | +0.023 | +0.090 |        |